# Guo Shengkun
Guo Shengkun är en kinesisk kommunistisk politiker på ledande nivå som gick i pension 2022.
Guo gick med i Kinas kommunistiska parti 1974. Har var minister för offentlig säkerhet åren 2012-2017. Han var sekreterare i partiets centrala politiska och rättsliga kommission och ledamot i politbyrån i Kinas kommunistiska parti åren 2017-22.